# Bury Her Next to Jasper's Leg
«Entiérrala Junto a la Pierna de Jasper» —título original en inglés: «Bury Her Next to Jasper's Leg»—  es el sexto episodio de la sexta temporada de la serie de televisión posapocalíptica, horror Fear the Walking Dead, que salió al aire en el canal AMC el 15 de noviembre de 2020, el episodio fue escrito por Alex Delyle y dirigido por Sharat Raju.

## Trama
June y Sarah ahora dirigen una clínica móvil, pero no tienen buena suerte salvando personas, incluida la muerte de un hombre por un apéndice reventado que intentaron operar. June se reencuentra con John, quien intenta convencerla de que huya a su cabaña con él, pero son interrumpidos por un mensaje de Luciana sobre un desastre en la planta de petróleo debido a la explosión de un nuevo pozo.
Virginia, John, June, Sarah, Luciana y los Pioneros luchan para salvar a los sobrevivientes del desastre, pero un mensaje pintado con aerosol que dice "EL FIN ES EL COMIENZO" convence a Virginia de que no fue un accidente. Al darse cuenta y encontrar los materiales de arte de un Wes herido, Virginia lo tortura para obtener respuestas, creyendo que él es el responsable antes de que se lo lleve June.
Sin embargo, June y Virginia quedan atrapadas en una explosión, Virginia es atacada por un caminante que logra morderle la mano. June duda en amputar su mano, culpando a Virginia por la muerte de los trabajadores, pero Virginia insiste en que hay una amenaza mayor que ella y que sus métodos están orientados a proteger a la gente de sus comunidades. June decide salvar a Virginia, quien accede a darle a June su propio hospital. La planta de petróleo se destruye y como consecuencia, June se niega a irse con John y en cambio, tiene la intención de construir su hospital con la ayuda de Luciana, Sarah, Wes y Wendell. Aunque devastado por la elección de June, John decide implementar su plan de escape por su cuenta.

## Recepción
David S.E. Zapanta de Den of Geek! Le dio una calificación negativa de 2 de 5 calificaciones y escribió: "¿Qué hay que decir realmente sobre Fear the Walking Dead de esta semana? Después de una fuerte serie de episodios que tropezaron con “Honey,” y luego con con "Bury Her Next to Jasper's Leg". Si yo fuera John Dorie, también me cortaría y volvería corriendo a una cabaña junto al lago. Pero no tiene por qué ser así." Emily Hannemann de  TV Insider  le dio una calificación de 2.5 de 5 calificaciones, también le dio al episodio una negativa y escribió: "Este episodio fue de suspenso y tuvo algunos momentos geniales para June, pero es difícil superar todas las formas en que va en contra de las reglas del universo en el que estos programas toman pla ce. Eso, combinado con la extraña decisión de John, hace que este sea el episodio con la calificación más baja de la temporada para mí."  Paul Daily escribiendo para TV Fanatic le dio una calificación de 4.75 de 5 calificaciones y escribió:  "El episodio de "Fear the Walking Dead" fue una entrega trepidante que contó con varias direcciones erróneas, tensas batallas de zombis y muchas recompensas para algunas historias importantes."

### Calificaciones
El episodio fue visto por 1,27 millones de espectadores en los Estados Unidos en su fecha de emisión original, por encima del episodios anterior.